# Wishek
Wishek is een plaats (city) in de Amerikaanse staat North Dakota, en valt bestuurlijk gezien onder McIntosh County.

## Demografie
Bij de volkstelling in 2000 werd het aantal inwoners vastgesteld op 1122.
In 2006 is het aantal inwoners door het United States Census Bureau geschat op 980, een daling van 142 (-12,7%).

## Geografie
Volgens het United States Census Bureau beslaat de plaats een oppervlakte van
3,8 km², geheel bestaande uit land. Wishek ligt op ongeveer 620 m boven zeeniveau.

## Plaatsen in de nabije omgeving
De onderstaande figuur toont nabijgelegen plaatsen in een straal van 36 km rond Wishek.